# Theodor Ackermann (Mediziner)

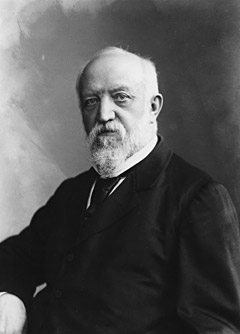
Theodor Ackermann, um 1890

Hans Conrad Carl Theodor Ackermann (* 17. September 1825 in Wismar; † 22. November 1896 in Halle (Saale)) war ein deutscher Pathologe.

## Leben
Theodor Ackermann war der älteste Sohn des Juristen und späteren Kriminalrats Conrad August Ackermann aus dessen zweiter Ehe mit Charlotte Ernestine, geb. Eyller (1800–1841). Der Kriminalist Carl August Ackermann und der Verleger Friedrich Adolf Ackermann waren seine jüngeren Brüder. Nach dem Besuch des Gymnasiums in Greifswald begann er an der dortigen Königlichen Universität Medizin zu studieren. 1847 wurde er im Corps Borussia Greifswald recipiert. Als Inaktiver wechselte er an die Julius-Maximilians-Universität Würzburg, die Prager Karls-Universität und die heimatliche Universität Rostock. Ackermanns anfängliches Interesse galt der Pharmakologie: 1852 wurde er in Rostock promoviert. 1856 folgte die Habilitation und 1859 wurde er zum a.o. Professor berufen. Einen Ruf an die Universität Dorpat lehnte er ab. Er beschäftigte sich zunehmend mit Fragestellungen aus der Pathologie und wurde 1865 als ordentlicher o. Professor an das neu eingerichtete Institut für Pathologische Anatomie und Experimentelle Pathologie der Universität Rostock berufen. 1873 wechselte Ackermann als Direktor an das Institut für Pathologie der Friedrichs-Universität Halle, dessen Leitung bis dahin Karl Julius Vogel innehatte. Ackermanns Nachfolger in Rostock wurde Emil Ponfick. 1880 wurde ein Neubau des Institut für Pathologie in Halle eröffnet. Von 1884 bis 1885 war Ackermann Rektor der Universität. 1895 trat er aus gesundheitlichen Gründen zurück. Sein Nachfolger wurde Carl Joseph Eberth.

## Ehrungen
- Wahl in die Deutsche Akademie der Naturforscher Leopoldina (1881)
- Eisernes Kreuz am weißen Bande
- Hausorden der Wendischen Krone, Ritterkreuz

## Veröffentlichungen
- Die Choleraepidemie des Jahres 1859 im Großherzogthum Mecklenburg-Schwerin. Leopold, Rostock 1860. (Digitalisat)
- Über hypertrophische und atrophische Lebercirrhose. Arch Path Anat 80:396–436, 1880.
- Die Schädeldifformität bei der Encephalocele congenita. Niemeyer, Halle 1882.
- Die Histogenese und Histologie der Sarkome. Breitkopf und Härtel, Leipzig 1883.

## Herausgeber
- Deutsches Archiv für klinische Medizin